# Negativicoccus succinicivorans
Espèce
Negativicoccus succinicivorans est une espèce de bactéries gram négatives de la famille des Veillonellaceae.

## Description
Ces bactéries gram-négatives sont de formes coques de 0,4 µM de diamètre. Après 48 h de croissance sur milieu Columbia blood, les colonies sont petites et circulaires avec un diamètre n'excédant pas les 0,5 µM. Ces colonies sont convexes et translucides. La croissance est améliorée par la présence de succinate de sodium. Ces bactéries sont anaérobies et microaérophiles. Elles n'utilisent pas le saccharose. les caractéristiques biochimiques indiquent une Arginine arylamidase active. L'activité de la phosphatase alcaline est inconsistante.

## Taxonomie
Le nom correct complet (avec auteur) de ce taxon est Negativicoccus succinicivorans Marchandin et al. 2010.

### Étymologie
L'étymologie de cette espèce Negativicoccus succinicivorans est la suivante : suc.ci.ni.ci.vo’rans. N.L. neut. n. acidum succinicum, acide succinique; L. pres. part. vorans, dévorant; N.L. part. adj. succinicivorans, dévorant l'acide succinique

### Souche type
La souche type de cette espèce est la souche ADV 07/08/06-B-1388 également connue sous les  noms de AIP 149.07, CIP 109806 (collection de l'Institut Pasteur), DSM 21255, CCUG 56017. La souche ADV 12/01/04-B-1195 est aussi une souche de référence (connue aussi sous les noms de AIP
150.07, CIP 109807, DSM 21256, CCUG 56016 dans les diverses collections de cultures bactériennes).

## Habitat
Les bactéries de l'espèce N. succinivorans ont été retrouvées dans des échantillons cliniques de peau humaines obtenues à l'hôpital universitaire de Montpellier.